# TENEN
TENEN er navnet på Dansk Tekstilhistorisk Forening, stiftet i marts 1990. Formålet er at bevare og formidle kendskab til tekstiler samt fremme tekstilforskning ud fra kultur– og kunsthistoriske samt håndværksmæssige synsvinkler.
Foreningens virke omfatter ture, foredrag og besøg med tekstile emner samt publikationer med blandt andet den engelske sytråds historie og genudgivelser af nogle af Danmarks Folkelige Broderiers billedserier fra 1980-erne. Derudover er registreret, beskrevet, fotograferet og opmålt et større antal forklæder.
Foreningen TENEN udgiver tidsskriftet TENEN, som udkommer 4 gange om året. ISSN 0906-9526.